# Protolestes proselytus
Protolestes proselytus – gatunek ważki z monotypowej rodziny Protolestidae. Endemit Madagaskaru; znany tylko z jednego okazu – samicy pozyskanej w 1934 roku w miejscowości Ambodirafia w północno-wschodniej części wyspy.